# Coalizão do Povo para Azauade
Coalizão do Povo para Azauade ou Coalizão para o Povo de Azawad (em francês:  Coalition du peuple pour l'Azawad, CPA) é um movimento político e militar tuaregue formado em 2014 durante a Guerra do Mali.

## Fundação
A Coalizão do Povo para Azauade foi formada oficialmente em 18 de março de 2014 em Hassi Labyad, uma localidade desértica a 350 quilômetros a noroeste de Timbuktu, diante de uma assembleia de 700 pessoas.

## Organização
O movimento foi fundado por Ibrahim Ag Mohamed Assaleh, um antigo alto oficial do Movimento Nacional de Libertação do Azauade (MNLA). Reivindica igualmente a adesão de membros do MNLA, do Alto Conselho para a Unidade de Azauade (HCUA) e do Movimento Árabe de Azauade (MAA). No verão de 2014, a  Coalizão do Povo para Azauade aderiu à Coordenação dos Movimentos de Azauade (CMA).
Em 21 de maio de 2015, Ibrahim Ag Mohamed Assaleh é excluído da Coalizão do Povo para Azauade. O movimento afirma em um comunicado que: "Esta decisão segue a sua insistência em não aderir ao compromisso das populações civis e militares militantes da Coalizão do Povo para Azauade que expressaram solenemente desde 15 de maio de 2015, assinando o Acordo de Paz e Reconciliação no Mali". O secretário-geral do movimento será então Mohamed Ousmane Ag Mohamedoun.
Um congresso é realizado entre 30 de julho a 1 de agosto de 2016 em Soumpi, no qual Mohamed Ousmane Ag Mohamedoun e Ibrahim Ag Mohamed Assaleh assinam um acordo. No final do congresso, Mohamed Ousmane é aclamado como secretário-geral da Coalizão do Povo para Azauade.
Em 20 de novembro de 2016, Ibrahim Ag Mohamed Assaleh anuncia a dissolução da Coalizão do Povo para Azauade e sua adesão ao MNLA. No entanto, essas declarações são contestadas por Mohamed Ousmane Ag Mohamedoun, que afirma que Ibrahim Ag Mohamed Assaleh não representa mais o movimento.
Em 11 de novembro de 2017, Coalizão do Povo para Azauade funda com outros grupos a Coordenação dos Movimentos da Entente (CME).

## Efetivos
No início de março de 2014, Ibrahim Ag Mohamed Assaleh reivindica possuir até 8.000 combatentes. Uma estimativa possivelmente muito exagerada. No início de 2016, durante o estabelecimento do acantonamento dos combatentes no âmbito do Acordo de Argel, a Coalizão do Povo para Azauade declara possuir 1.700 homens, no entanto, em um relatório redigido em março de 2016, a MINUSMA estima que o grupo na realidade compute 500 homens.

## Acusações
Um relatório da ONU datado de 8 de agosto de 2018 acusa Alkassoum Ag Abdoulaye, chefe do Estado maior da Coalizão do Povo para Azauade, de cooperar com grupos jihadistas, especialmente durante o ataque a Soumpi, por razões oportunistas, seu principal objetivo seria recuperar armas e munições. Mohamed Ousmane Ag Mohamedoune também é acusado de "contribuir ativamente para retardar a implementação da paz e a reconciliação nas regiões de Timbuktu e Gao."
Em 20 de dezembro de 2018, o Conselho de Segurança da ONU adota sanções contra o secretário geral Mohamed Ousmane Ag Mohamedoun, que é proibido viajar por sua obstrução ao acordo de paz de 2015.